# Ecliptopera dissecta
Ecliptopera dissecta es una especie de polilla de la familia Geometridae. La especie fue descrita por primera vez por Frederic Moore en 1887 con distribución en Sri Lanka.